# St. Valentin (Obermembach)

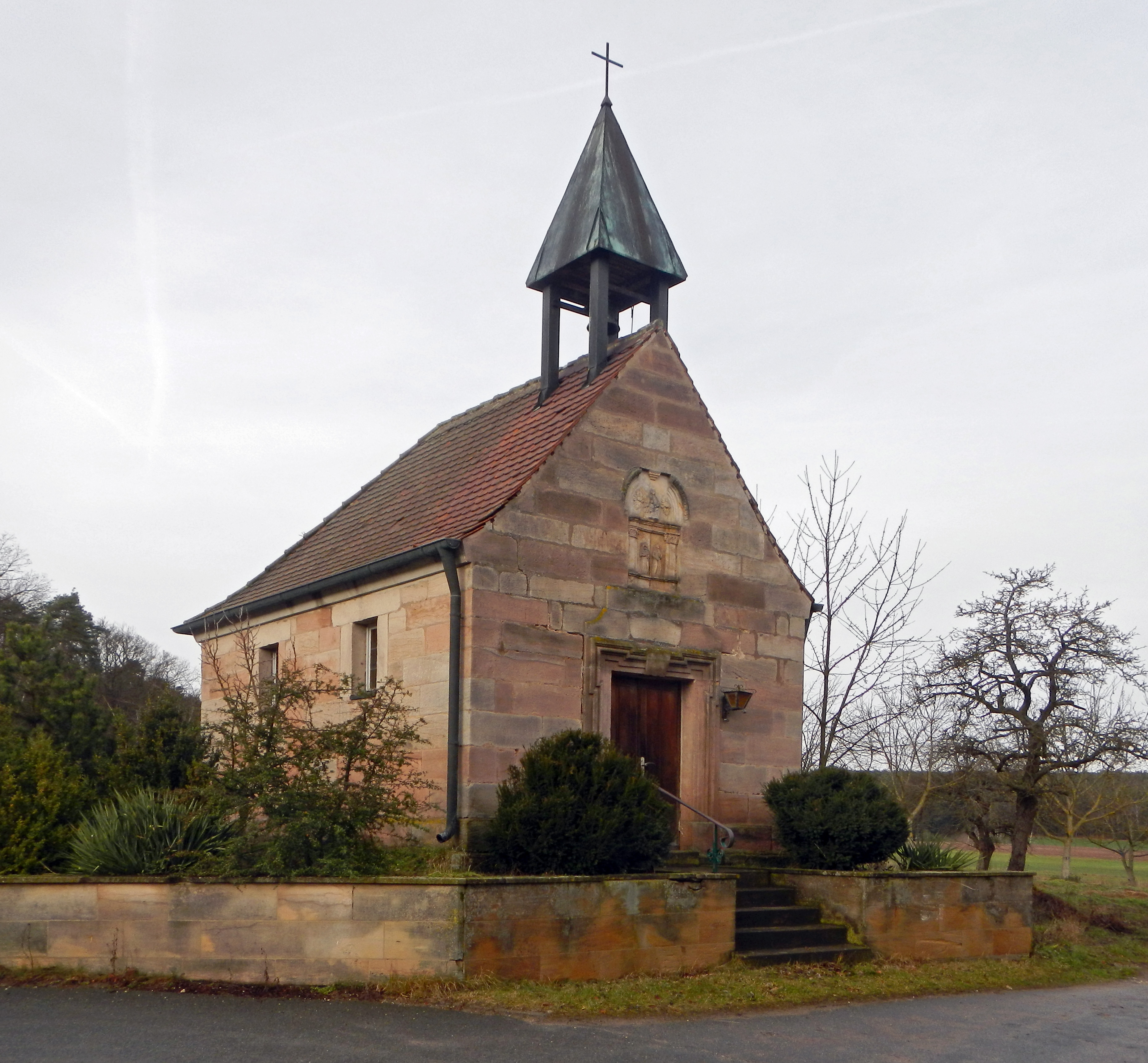
St. Valentin in Obermembach

Die römisch-katholische, denkmalgeschützte Kapelle St. Valentin steht in Obermembach, einem Gemeindeteil der Gemeinde Heßdorf im Landkreis Erlangen-Höchstadt (Mittelfranken, Bayern). Das Bauwerk ist unter der Denkmalnummer D-5-72-133-32 als Baudenkmal in der Bayerischen Denkmalliste eingetragen. Die Kapelle gehört zum Dekanat Erlangen im Erzbistum Bamberg.

## Beschreibung
Die Saalkirche aus Quadermauerwerk wurde 1725 eingeweiht. Ihr Langhaus ist mit einem Satteldach bedeckt, das im Westen abgewalmt ist. Im Osten erhebt sich ein Dachreiter, in dem eine kleine Kirchenglocke hängt, und dessen Pyramidendach von vier Stützen getragen wird.  Über dem rechteckigen Portal an der Ostseite befindet sich ein Relief mit den heiligen Antonius und Franz, das von einer Ädikula umfasst wird, die von kleinen Pilastern flankiert wird. Im Tympanon ist Maria dargestellt.